# گای بللوچ
گای ادوارد بللوچ (به انگلیسی: Guy Blelloch)؛ استاد علوم رایانه در دانشگاه کارنگی ملون است. او به دلیل فعالیت‌هایش در برنامه‌نویسی موازی و الگوریتم‌های موازی شناخته شده است.

## تحصیلات و حرفه
بللوچ به کالج سوارثمور رفت و در سال ‍۱۹۸۳ با مدرک کارشناسی در فیزیک و مدرک در مهندسی فارغ‌التحصیل شد. سپس دکترای علوم رایانه را با کمک  چارلز ای لایسرسان دریافت کرد.
او درس ۱۵-۸۵۳: الگوریتم‌ها در دنیای واقعی ، دوره ۱۵-۴۹۲: الگوریتم‌های موازی (بهار ۹) و درس ۱۵-۲۱۰: ساختار و الگوریتم‌های داده‌های موازی و متوالی (پاییز ۱۱) را تدریس می‌کند. دانشگاه کارنگی ملون‌ در سال ۲۰۱۱ او را به عنوان عضو انجمن ماشین‌های محاسباتی معرفی شد.
کارهای اولیه او روی پیاده‌سازی‌ها و کاربردهای الگوریتمی عملیات اسکن (مجموع پیشوندها) در طراحی الگوریتم‌های موازی برای پلتفرم‌های مختلف تأثیرگذار بوده است. کار او بر روی نمای کار (یا عمق کار) برای تجزیه و تحلیل الگوریتم‌های موازی به توسعه الگوریتم‌هایی کمک کرده است که هم از نظر تئوری و هم از نظر عملی کارآمد هستند.

## جوایز و افتخارات
بللوچ در سال ۲۰۲۱ جایزه چارلز بابیج از مؤسسه مهندسان برق و الکترونیک را به منظور قدردانی از مشارکت در برنامه‌نویسی موازی، الگوریتم‌های موازی، و رابط بین آنها دریافت کرد.
بللوچ  در سال ۲۰۱۱ به عنوان یک عضو انجمن ماشین‌های حسابگر معرفی شد.